# 北海道ワイルド
アイスホッケーのチームなら、もしかして
- 北海道ワイルズ

ではありませんか？